# Ephippiomantis ophirensis
Ephippiomantis ophirensis är en bönsyrseart som beskrevs av Werner 1922. Ephippiomantis ophirensis ingår i släktet Ephippiomantis och familjen Hymenopodidae. Inga underarter finns listade i Catalogue of Life.